# Бухта, Рихард
Рихард Бухта (нем. Richard Buchta; 19 января 1845, Радлув, Королевство Галиции и Лодомерии, Австрийская империя — 29 июня 1894, Вена) — австро-венгерский путешественник, фотограф и писатель

, исследователь Африки.
В 1877 году посетил Хартум, где встречался с генерал-губернатором Судана Чарльзом Джорджем Гордоном. После того, как в 1878 году хедив Египта назначил вместо генерала Гордона губернатором Экваториальной провинции Эмин-пашу (Эдуарда Шнитцера), сопровождал в качестве рисовальщика и фотографа Эмин-пашу в ряде экспедиций в верховья Белого Нила и район Великих Озёр, где тот проводил многочисленные географические, зоологические, метеорологические и этнографические исследования в этих регионах, а также в Восточном Судане, подготавливал и отправлял в Европу ценные биологические и этнографические коллекции.
Р. Бухта поднялся в 1878—1880 по Белому Нилу до Уганды и вернулся через область Ниам-Ниам. Собранные им во время этого путешествия фотографии появились в виде альбома «Die oberen Nilländer, Volkstypen und Landschaften, dargestellt in 160 Photographien, aufgenommen nach der Natur» (Берлин, 1881).
В 1885 году он совершие ещё одно путешествие через Египет и через пустыню в Эль-Файюм.
Проиллюстрировал фотографиями первый том российского географа и путешественника, одного из первых исследователей Африки В. В. Юнкера «Путешествия В. В. Юнкера по Африке».
Ему принадлежат также работы:
- Der Sudan unter ägypt. Herrschaft (1888, Штутгарт);
- Der Sudan und der Mahdi, Das Land, die Bewohner und der Aufstand (1884);

## Избранные фотографии

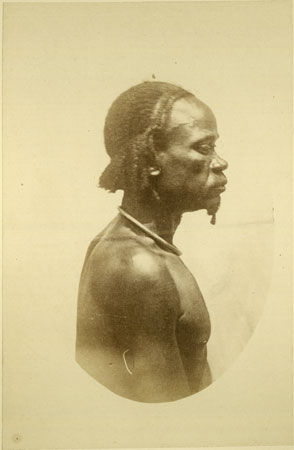
Мужчина племени занде (Макарака), Судан, 1877—1880
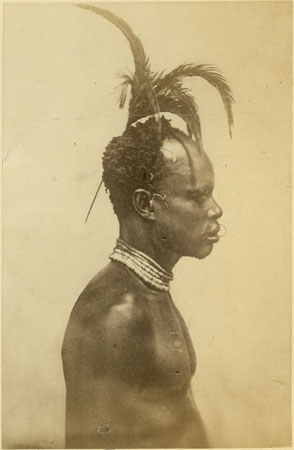
Мужчина племени авукайя, Судан, 1877—1880
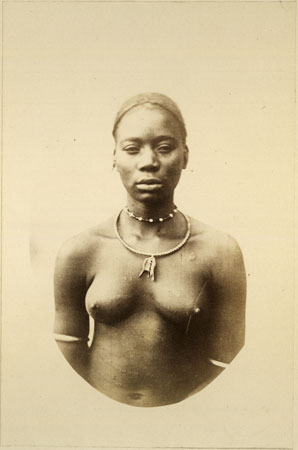
Женщина племени мангбету, 1877—1880
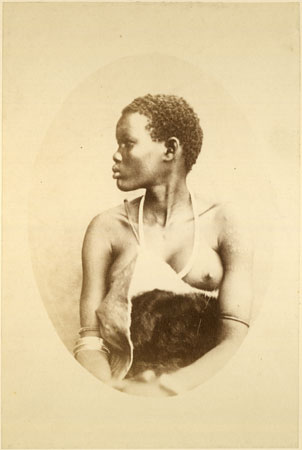
Девушка племени шиллук
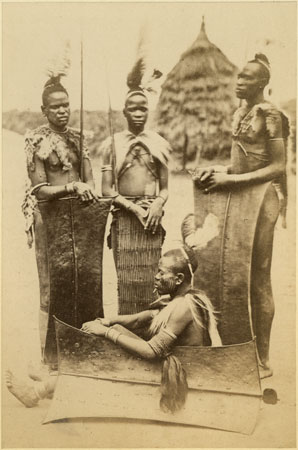
Воины племени ахоли
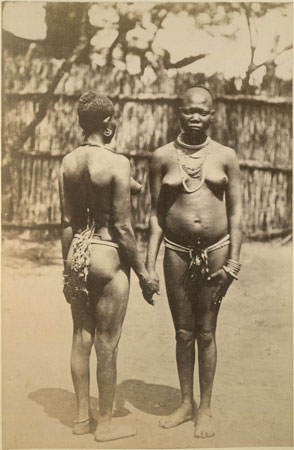
Женщины племени авукайя, Судан,
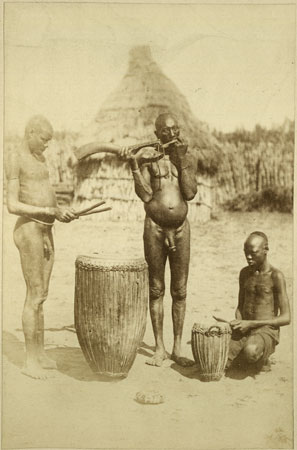
Музыканты племени бари, Судан, 1877—1880
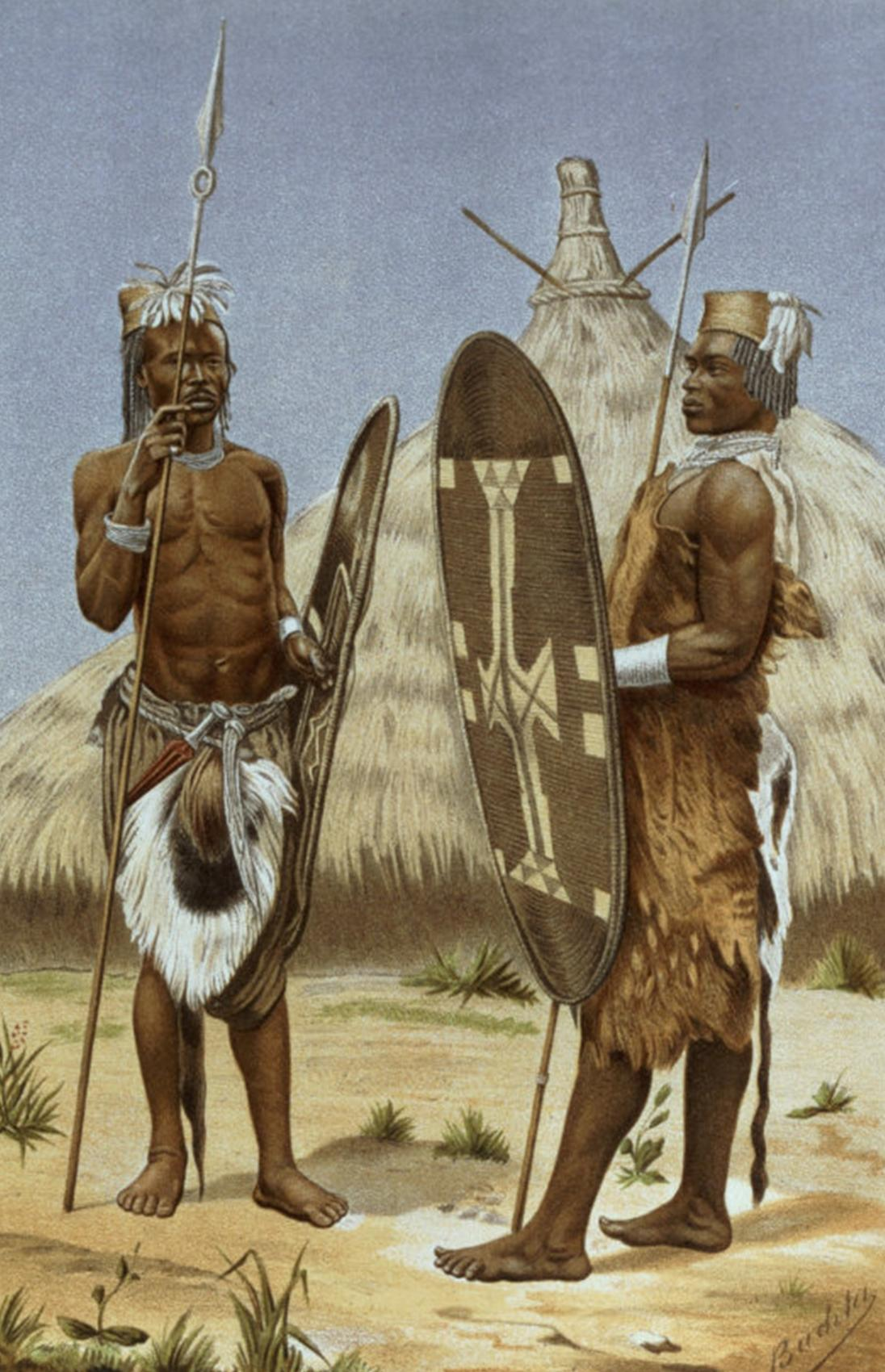
Воины племени ниам-ниам. 1898
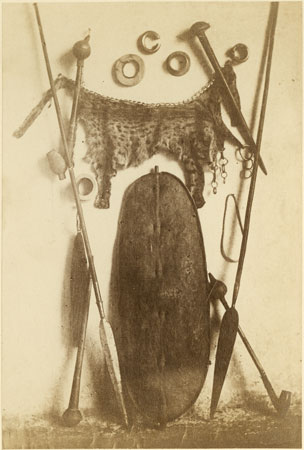
Предметы культуры и обихода племени шиллук, Судан, 1877—1880

## Источник
Бухта, Рихард // Энциклопедический словарь Брокгауза и Ефрона : в 86 т. (82 т. и 4 доп.). — СПб., 1890—1907.